# ワコマリア (ファッションブランド)
WACKO MARIA(ワコマリア)は日本のファッションブランド。元Jリーグのサッカー選手である森敦彦と石塚啓次によって2005年に創業。株式会社WACKO MARIAにより運営されている。

## 概要
服のロゴなどにブランドコンセプトのひとつであるGUILTY PARTIES(悪友、共犯者といった意味合い)という単語をよく使用する。
2012年、ディレクターをしていた石塚啓次が退任。現在はデザイナーである森が一人で率いている。
阪急メンズ・トーキョーおよび新宿伊勢丹にショップがあり、2015年には東京都目黒区の中目黒にて旗艦店「PARADISE TOKYO / WACKO MARIA」を開店している。その他、国内外のセレクトショップおよび直営のネットショップにて取り扱われている。

## コラボレーション
ジム・ジャームッシュ、ウィアード・デイヴ、ティム・バーバー、ラリー・クラーク、舐達麻とのコラボを行った。
また、リー・ペリーとのコラボのローンチ・パーティーでは俳優でレゲエミュージシャンの窪塚洋介が卍LINEとして公演を行った。